# Erosu purasu gyakusatsu
エロス＋虐殺 (transl. romaji: Erosu purasu gyakusatsu; traduïble com a «Eros + Massacre») és una pel·lícula en blanc i negre de 1969, dirigida per Yoshishige Yoshida, que la va escriure en col·laboració amb Masahiro Yamada. És la primera pel·lícula de la trilogia de Yoshida sobre el radicalisme japonès, seguida de Rengoku eroica (1970) i Kaingerei (1973).
Es considera una de les pel·lícules més representatives de la New Wave japonesa i surt sovint a les llistes de les millors pel·lícules japoneses. David Desser va batejar el seu llibre sobre la nova onada japonesa amb el nom de "Eros + Massacre". La pel·lícula tracta molts temes, com l'amor lliure, l'anarquisme i la relació entre el passat, el present i el futur. Tot i que la pel·lícula és una biografia de l' anarquista Sakae Ōsugi, Yoshida afirma que no es va centrar en Ōsugi com a personatge històric per se, sinó més aviat en com reflectia les influències actuals que reflexionen sobre el futur.
Com la majoria de les pel·lícules de Yoshida, Eros + Massacre es caracteritza per la seva immensa bellesa visual, l'aparició de l'esposa del director, l'actriu Mariko Okada, i la riquesa en complexitats psicològiques i històriques.

## Trama
La pel·lícula és una biografia de l'anarquista Sakae Ōsugi, que va ser assassinat pels militars japonesos el 1923. La història explica la seva relació amb tres dones: Hori Yasuko, la seva dona; Noe Itō, la seva tercer amant, que havia de morir amb ell; i la seva gelosa segona amant, Masaoka Itsuko, una feminista que intenta matar-lo en una casa de te el 1916. Paral·lelament a l'explicació de la vida de Ōsugi, dos estudiants (Eiko i Wada) fan investigacions sobre les teories i idees polítiques de l'amor lliure que va defensar. Alguns dels personatges del passat i del present coincideixen amb els temes de la pel·lícula.
La pel·lícula comença amb Eiko entrevistant la filla de Noe Itō, Mako, per donar llum a la vida de Noe. Després d'això, veiem una visió de la vida d'Eiko i Wada. Eiko creu en els principis d’amor lliure de Ōsugi i la primera vegada que la coneixem (després de la freda obertura), fa l’amor amb un director de cinema, però Wada l’interromp, de manera que més tard s'acaba masturbant a la dutxa. També està connectada amb un anell de prostitució subterrani i és interrogada per un inspector de policia. Mentrestant, Wada passa la major part del temps filosofant amb Eiko i jugant amb el foc. Els dos de vegades participen en recreacions de la vida de revolucionaris i màrtirs famosos.
La seva història està entrellaçada amb la narració dels últims anys i la mort d'Ōsugi. L'escena en què Itsuko intenta prendre la vida d’Ōsugi es torna a explicar diverses vegades amb resultats diferents. Les escenes dels anys vint en general segueixen un ritme diferent de les escenes dels anys seixanta, tant musicalment com estilísticament.
La història de vegades s'endinsa en imatges surrealistes, sobretot l'escena de dos equips de rugbi jugant un partit amb una urna que conté les cendres de Ōsugi com la pilota o el segment on Eiko arriba a entrevistar-se amb la mateixa Noe.
A l'escena final de la pel·lícula, l'amant/director de cinema d'Eiko se suïcida penjant-se amb una pel·lícula. Eiko i Wada reuneixen tots els personatges dels anys vint i els fan una foto de grup. Els dos abandonen l'edifici.

## Temes
En el seu assaig, Mathieu Capel aborda els temes següents com a fonamentals per a la pel·lícula: "Com si Yoshida volgués aprofundir en les profunditats de la història, comprovar els seus vincles amb la memòria, posant en dubte l'autoritat lògica del passat sobre el present. El passat, ¿existeix més enllà de les paraules que l'enuncien i l’organitzen? El que anomenem “món”, ¿és una cosa que no sigui un brodat de "Visions del món"? Llavors, ¿com de poc probable seria que Itō Noe i Eiko es reunissin en un entorn contemporani? De manera probablement conscient, Yoshida entén les mateixes preguntes que contemporàniament ho fan els pensadors estructuralistes, principalment la seva obsessió pel “text”, amb el logos com a principi d’organització principal. "
En una entrevista del 1970 per a la revista Cahiers du Cinéma, Yoshida explica: "El tema fonamental és: com canviar el món i què és el que cal canviar? Reflexionant sobre la situació actual mitjançant una època ja passada, vaig arribar a creure que els problemes d’Ōsugi continuen sent els nostres. Ōsugi és molt conegut al Japó; es podria dir gairebé llegendari: és algú que parlava d’amor lliure. Ell va ser assassinat el 1923 per un funcionari de l'estat, massacrat pel poder de l'estat. Això és el que creuen tots els historiadors japonesos. Però aquesta estimació històrica només il·lumina el passat i no el futur. En fer aquesta pel·lícula, volia transformar la llegenda d’Ōsugi mitjançant l’imaginari. Efectivament, Ōsugi va ser oprimit pel poder de l'Estat en les seves activitats polítiques. Però sobretot va parlar de l'amor lliure, que té el poder de destruir l'estructura monògama, després la família i, finalment, l'estat. I va ser aquesta mateixa escalada la que l’Estat no va poder permetre. Va ser a causa d’aquest crim de l’imaginari (o "crim imaginari") que l’Estat va massacrar Ōsugi. Ōsugi era algú que preveia un futur.

## Estil
Els dos períodes de la pel·lícula es filmen en estils diferents, tot i que de vegades se superposen. Les escenes dels anys vint són lentes, parlants, amb elements del teatre kabuki. Van acompanyats de música orquestral dramàtica, mentre que Yoshida utilitza l’arquitectura interior japonesa tradicional per retratar l’alienació i les relacions llunyanes entre els personatges filmant els seus rostres i cossos separats per finestres, portes, etc. D’altra banda, les escenes dels anys seixanta són més avantguardistes en termes d’enfocament visual de forma lliure i la seva banda sonora basada en el rock psicodèlic.
Per accentuar la noció que la història es percep falsament, les transicions entre els dos períodes sovint presenten personatges vistos des de miralls i superfícies reflectides. Per exemple, a l'escena on Itō es presenta al periodista de plantilla Hiraga Haruko, Yoshida emmarca els seus reflexos invertits en un estany mentre conversen. L'equilibri entre els dos períodes representats a la pel·lícula és molt poc estricte. Per exemple, quan la jove Noe Itō viatja de Kyushu a Tòquio el 1913, ho fa en un shinkansen (tren bala, d'alta velocitat) i arriba a la Tòquio actual.
En una entrevista, Yoshida afirma que "Vaig adoptar un estil que retorna Ōsugi al període contemporani. Per tant, quan Noe Itō als 18 anys arriba a Tòquio per segona vegada després de ser cridada per l'activista feminista Raicho Hitatsuka, arriba a l'estació actual de Shinbashi amb el shinkansen al fons i pren un rickshaw travessant el barri de Ginza actual. En definitiva, els marcs del passat i del present desapareixen completament. D'aquesta manera hi ha la sensació que les dones joves contemporànies i Noe Itō són capaces de conversar., aquesta és una manera de desafiar la història. "
El peculiar estil visual de Yoshida, que utilitza una exposició brillant i emmarca actors de maneres inusuals, és un dels aspectes més famosos de tota la pel·lícula. Yoshida sovint emmarca els personatges de manera que les seves cares estiguin posicionades a la vora de la pantalla o separades per objectes de primer pla o de fons. Explica que "quan observem les condicions reals d'aquest món a través de l'objectiu de la càmera, hem de negar els moviments aleatoris de l'ull humà i restringir els moviments constants de l'ull per centrar-nos en un punt. Una imatge en imatges en moviment n'escull un. objecte particular de l'espai il·limitat del món, l'enquadra i exclou i ignora totes les altres coses com si no existissin. "

## Repartiment
- Mariko Okada com a Noe Itō / Mako
- Toshiyuki Hosokawa com a Sakae Ōsugi
- Yuko Kusunoki com Itsuko Masaoka
- Toshiko Ii com a Eiko Sokutai
- Daijirō Harada com a Kiwamu Wada

## Recepció
La pel·lícula es considera una de les millors pel·lícules del moviment japonès New Wave i, sovint, una de les millors pel·lícules japoneses en general. Tot i que és relativament desconeguda a Occident, ha guanyat un seguiment de culte.
Allan Fish, escriptor de Wonders in the Dark, va considerar Eros + Massacre la pel·lícula més gran mai feta. Escriu: "En veure aquesta pel·lícula per primera vegada, fins i tot en la versió més curta de 166 m que va ser durant molt de temps l'única disponible arreu amb subtítols en anglès, et deixa drenat, força literalment, una desferra. Fins i tot aquells versats en les obres fonamentals dels contemporanis de Yoshida, Oshima i Imamura, no estaran preparats per a això. Que la seva obra encara sigui inaccessible al món de parla anglesa i sigui a penes esmentada en cap guia de cinema japonès, és una de les majors negligències de la literatura de referència cinematogràfica. Només que hagués fet aquesta pel·lícula, Yoshida haurioa de ser reconegut com un gegant del cinema."